# Battaglia di New Market
La battaglia di New Market fu combattuta il 15 maggio 1864 in Virginia, durante la campagna della Shenandoah Valley del 1864, parte della guerra di secessione americana. Un esercito confederato di 4 100 uomini, poco più che improvvisato, che comprendeva cadetti del Virginia Military Institute (VMI), sconfisse il maggior generale dell'Union Army Franz Sigel e il suo esercito di stanza nello Shenandoah. I cadetti furono parte integrante della vittoria confederata al New Market.
Come risultato di questa sconfitta, Sigel fu sollevato dal suo comando e sostituito dal maggior generale David Hunter.

## Antefatti
Nella primavera del 1864, il comandante in capo dell'Unione, tenente generale Ulysses S. Grant, mise in moto una grande strategia destinata a spingere la Confederazione alla resa. Il controllo della Shenandoah Valley, strategicamente importante e ricca di coltivazioni agricole vitali per i rifornimenti dell'armata nemica, era un elemento chiave nei piani di Grant. Mentre egli fronteggiava l'armata Confederata della Virginia Settentrionale del generale Robert E. Lee nella parte orientale dello stato, Grant ordinò all'esercito del maggiore generale Franz Sigel, forte di 10 000 uomini, di assicurarsi il controllo della valle e minacciare il fianco di Lee, dando il via alla campagna della Valle dello Shenandoah del 1864.
Sigel si sarebbe dovuto spingere su Staunton, in Virginia, per riunirsi a un'altra colonna dell'Unione comandata da George Crook, che sarebbe avanzata dalla West Virginia e avrebbe distrutto la Virginia & Tennessee Railroad e altre industrie confederate nell'area. La forza di Sigel ammontava a circa 9 000 uomini e 28 cannoni, divisi in una divisione di fanteria comandata dal generale di brigata Jeremiah C. Sullivan e una divisione di cavalleria comandata dal maggior generale Julius Stahel (i distaccamenti fatti durante la campagna avrebbero ridotto la forza dell'Unione a circa 6 300 al momento della battaglia).
Ricevuta la notizia che l'esercito Unionista era entrato nella Valle, il maggior generale John C. Breckinridge riunì tutte le forze disponibili per respingere l'imminente minaccia. A sua disposizione aveva due brigate di fanteria, rispettivamente sotto il generale John C. Echols e il generale Gabriel C. Wharton, una brigata di cavalleria comandata dal generale John D. Imboden, e altri comandi indipendenti. Questi includevano il corpo cadetto del VMI, che contava su un battaglione di fanteria di 247 cadetti comandato dal tenente colonnello Scott Shipp e su una sezione di artiglieria a due cannoni. Breckinridge concentrò la sua fanteria a Staunton, mentre Imboden rallentò il movimento di Sigel verso sud lungo la Valle..
La mattina del 13 maggio, Breckinridge decise di dirigersi a nord per attaccare Sigel invece di aspettare che questi raggiungesse Staunton. Entro la sera del 14 maggio, le forze avanzate di Sigel avevano raggiunto una posizione a nord del villaggio di New Market, mentre Breckinridge si trovava a Lacey Spring, otto miglia a sud del villaggio. I confederati si mossero verso le posizioni dell'Unione all'una del 15 maggio, sperando di intrappolare e schiacciare l'esercito dell'Unione.

## Le forze in campo

### Unione
L'esercito unionista era guidato dal maggior generale Franz Sigel. Consisteva della Prima Divisione di Fanteria (8 reggimenti), della Prima Divisione di Cavalleria (8 squadroni) e da Artiglieria (5 batterie). L'artiglieria contava di un parco da 28 cannoni.
| Divisione                                                           | Brigata                                               | Reggimenti, squadroni e batterie |
| ------------------------------------------------------------------- | ----------------------------------------------------- | --- |
| Prima Divisione di Fanteria Brigadier generale Jeremiah C. Sullivan | Prima Brigata Fanteria Colonello Augustus Moor        | - 18th Connecticut: Maggiore Henry Peale - 28th Ohio: Tenente Colonello Gottfried Becker - 116th Ohio: Colonello James Washburn - 123rd Ohio: Maggiore Horace Kellogg |
| Prima Divisione di Fanteria Brigadier generale Jeremiah C. Sullivan | Seconda Brigata Fanteria Colonello Joseph Thoburn     | - 34th Massachusetts: Colonello George D. Wells - 54th Pennsylvania: Colonello Jacob M. Campbell - 1st West Virginia: Tenente Colonello Jacob Weddle - 12th West Virginia: Colonello William B. Curtis |
| Prima Divisione Cavalleria Maggior Generale Julius Stahel           | Prima Brigata Cavalleria Colonello William B. Tibbits | - 1st New York (Veteran): Colonello Robert F. Taylor - 1st New York (Lincoln): Tenente Colonello Alonzo W. Adams - 1st Maryland (distaccamento): Maggiore J. Townsend Daniel - 21st New York: Maggiore Charles G. Otis - 14th Pennsylvania (distaccamento): Capitano Ashbell F. Duncan, Tenente Colonello William Blakely |
| Prima Divisione Cavalleria Maggior Generale Julius Stahel           | Seconda Brigata Cavalleria Colonello John E. Wynkoop  | - 15th New York: Maggiore H. Roessler - 20th Pennsylvania: Maggiore Robert B. Douglas - 22nd Pennsylvania (distaccamento): Primo Tenente Caleb McNulty |
|                                                                     | Artiglieria                                           | - Maryland Light, Battery B: Capitano Alonzo Snow - New York Light, 30th Battery: Capitano Albert von Kleiser - Battery D West Virginia Light Artillery: Capitano John Carlin - 1st West Virginia Light, Battery G: Capitano Chatham T. Ewing - 5th United States, Battery B: Capitano Henry A. du Pont                   |

### Confederazione
Comandava i confederati il maggior generale John C. Breckinridge.
| Divisione             | Brigata                               | Reggimenti, squadroni e batterie. |
| --------------------- | ------------------------------------- | --- |
| Divisione di Fanteria | Prima Brigata BG John Echols          | - 22nd Virginia: Col George S. Patton, Sr. - 23rd Virginia Battalion: Ltc Clarence Derrick - 26th Virginia Battalion: Ltc George M. Edgar                                                                                               |
| Divisione di Fanteria | Seconda Brigata BG Gabriel C. Wharton | - 51st Virginia: Ltc John P. Wolfe - 62nd Virginia Mounted Infantry (dismounted): Col George H. Smith - 30th Virginia Battalion Sharpshooters: Ltc J. Lyle Clark - 1st Missouri Cavalry, Company A (dismounted): Cpt Charles H. Woodson |
| Non inquadrati        | Comandi inquadrati                    | - Hart's Engineer Company: Cpt William T. Hart - Augusta-Rockingham Reserves: Col William Harman - Davis' Company Maryland Cavalry: Cpt T. Sturgis Davis - V.M.I. Cadets: Ltc Scott Ship                                                |
| Non inquadrati        | Cavalleria BG John D. Imboden         | - 18th Virginia: Col George W. Imboden - 23rd Virginia: Col Robert White - 43rd Virginia Battalion Partisans: Ltc John S. Mosby - 2nd Maryland Battalion: Maj Harry W. Gilmor - McNeill's Company, Partisans: Cpt John H. McNeill       |
| Non inquadrati        | Artiglieria Maj William McLaughlin    | - Chapman’s (Virginia) Battery: Cpt George B. Chapman - Jackson’s (Virginia) Battery: 1st Lt Randolph H. Blain - McClanahan’s (Virginia) Battery: Cpt John McClanahan - V.M.I section: Cadet Cpt C. H. Minge                            |

## La battaglia
Confederati
     Unionisti

Battaglia di New Market
Confederati
Unionisti

Le due forze entrarono in contatto a sud di New Market verso la metà del mattino, con la linea principale dell'Unione a ovest della città vicino alla North Fork del fiume Shenandoah (uno dei due corsi d'acqua che unendosi formano poi il corso principale del fiume); inizialmente al comando delle forze unioniste presenti sul campo di battaglia c'era il colonnello Augustus Moor; queste consistevano nella sua brigata di fanteria e in parte della brigata di cavalleria di John E. Wynkoop. Altri reggimenti dell'Unione arrivarono durante tutta la mattinata e si schierarono tra la 'North Fork e la Valley Turnpike, con la linea principale centrata sulla Manor's Hill. Breckinridge schierò la brigata di Wharton sul fianco sinistro dei Confederati a ovest della Valley Turnpike e la brigata di Echols sulla destra lungo il Pike. Quella mattina Echols era malato, quindi la sua brigata era comandata dal colonnello George S. Patton, Sr.. Il battaglione dei cadetti del VMI era tenuto di riserva, mentre la cavalleria di Imboden era posizionata ad est della strada che tagliava in due New Market. Breckinridge tentò di attirare i Federali contro di lui usando la cavalleria e l'artiglieria, ma Moor rifiutò di spostarsi dalla sua posizione. Verso le 11:00, Breckinridge decise di lanciare un attacco su Moor usando la sua fanteria, mentre la brigata di Imboden attraversava lo Smith's Creek a est di New Market, cavalcava verso nord e riattraversava il ruscello dietro le linee dell'Unione. La cavalleria Unionista del il generale Stahel arrivò a New Market in quel momento con truppe aggiuntive, seguite poco dopo da quelle del generale Sigel.
Breckinridge lanciò il suo attacco di fanteria attorno a mezzogiorno, respingendo lentamente la brigata di fanteria di Moor dalla Manor's Hill e verso nord il resto dell'esercito di Sigel, che si stava schierando su una collina a nord della fattoria di Jacob Bushong, nota come Bushong's Hill. Una volta superata la città di New Market, i Confederati si arrestarono per serrare i ranghi, dispiegare le unità lungo la linea e riposizionare le loro unità di artiglieria. Breckinridge riprese il suo attacco verso le 2 del pomeriggio. Mentre la linea confederata si formava vicino alla fattoria dei Bushong, il fuoco di fucileria e quello di artiglieria dell'Unione disorganizzarono le unità confederate al centro, forzando l'ala destra del 51º Virginia Infantry e il 30º Virginia Infantry Battalion a ritirarsi in disordine, mentre il resto della linea confederata si arrestò.

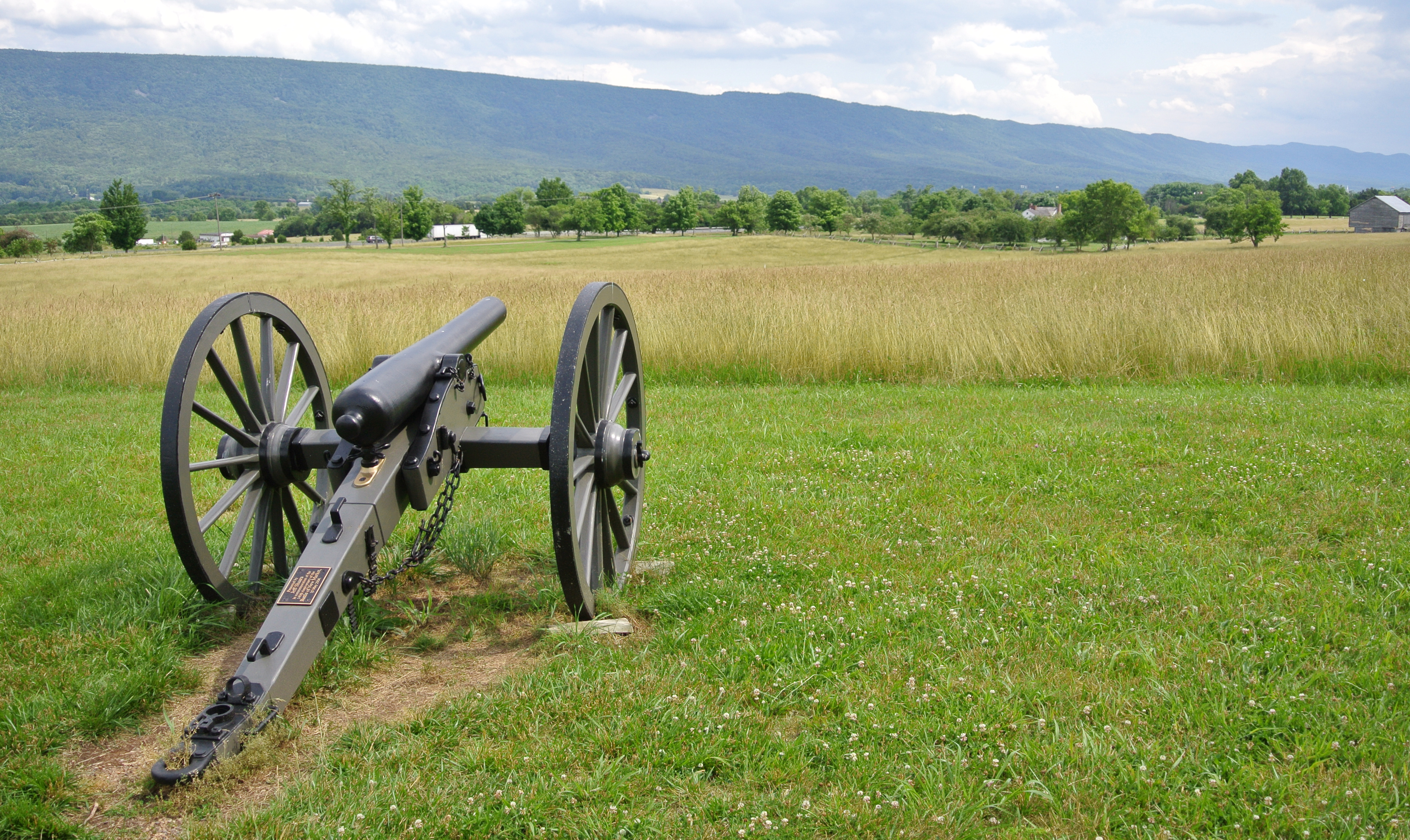
Il Field of Lost Shoes sul campo di battaglia di New Market

Breckinridge ordinò a malincuore al battaglione cadetto del VMI di colmare il vuoto; mentre il battaglione si dirigeva verso il frutteto Bushong, Shipp fu ferito e fu sostituito dal capitano Henry A. Wise. In quel momento, Sigel lanciò due contrattacchi. Sulla sinistra dell'Unione, Stahel fece partire una carica di cavalleria, ma questa fu sbaragliata dal fuoco pesante dell'artiglieria confederata, mentre tre reggimenti di fanteria unionista che avevano attaccato a destra furono parimenti respinti. La causa principale dell'insuccesso degli attacchi di fanteria fu probabilmente la confusione che regnava all'interno dei ranghi dei comandanti dell'Unione. Fu notato ad esempio che Sigel urlava ordini nella sua lingua madre, il tedesco.

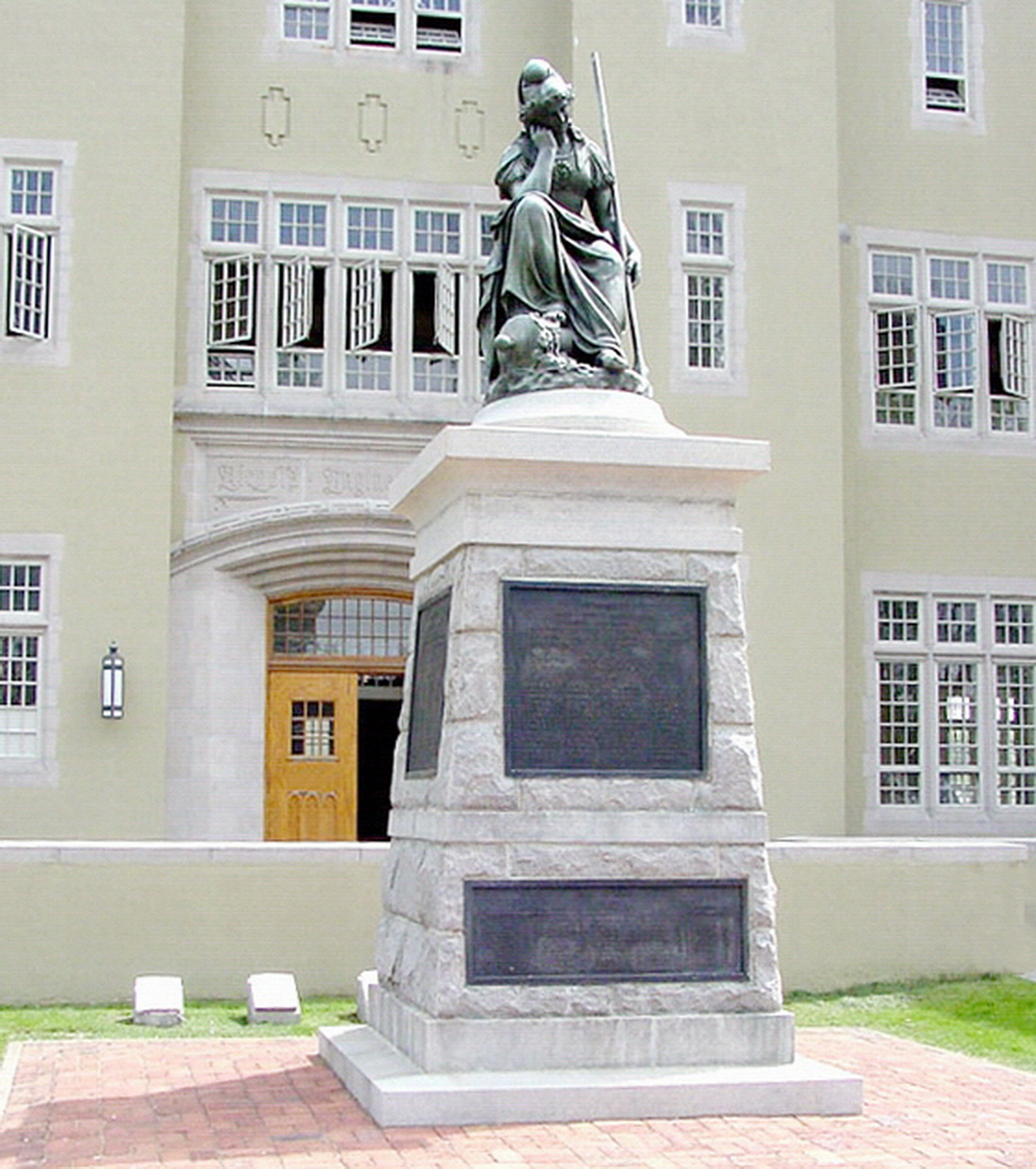
Monumento presso il VMI per i cadetti uccisi alla battaglia di New Market, sei dei quali sepolti qui.

Dopo aver respinto gli attacchi dell'Unione, Breckinridge riprese la sua avanzata poco dopo le 15:00 con la sua forza di fanteria; mentre attraversavano un campo vicino al frutteto di Bushong, diversi cadetti del VMI persero le loro scarpe nel fango, il che portò in seguito il campo a essere chiamato Field of Lost Shoes ("Campo delle scarpe perdute"). Mentre la linea confederata si avvicinava alla artiglieria dell'Unione, le batterie di Sigel furono costrette a ritirarsi mentre la fanteria iniziava a sbandarsi in retroguardia. Cinque cannoni furono abbandonati ai confederati, uno dei quali fu catturato dal battaglione cadetto del VMI. La batteria B del 5º U.S. Artillery, che era appena arrivata sul campo, e due reggimenti di fanteria rallentarono l'inseguimento confederato. In quel momento, Breckinridge fermò le sue forze fino all'arrivo dei treni con gli approvvigionamenti per rifornire le truppe.
Mentre la fanteria veniva rifornita, il generale della cavalleria confederata Imboden arrivò con la sua brigata, con la notizia che il torrente era troppo ingrossato per essere attraversato. Il generale dell'Unione Sullivan arrivò in contemporanea con il 28º e il 116º Ohio Infantry; Sigel riuscì a organizzare una retroguardia sulla Rude's Hill, con la fanteria di Sullivan a est della strada, una parte della cavalleria di Stahel a ovest della stessa e l'artiglieria dietro la linea. A causa dell'esaurimento fisico degli uomini e del basso numero di munizioni residue, Sigel decise di ritirarsi attraverso il fiume Shenandoah fino al Mount Jackson. L'esercito dell'Unione riuscì ad attraversare il fiume e bruciare il ponte prima che i Confederati potessero raggiungerlo.

## La conservazione del campo di battaglia
Il campo di battaglia è oggi principalmente conservato nei 300 acri (1,2 km2) del New Market Battlefield State Historical Park. Inoltre, il Civil War Trust (una divisione dell'American Battlefield Trust) e i suoi partner hanno acquisito e preservato altri 20 acri (0,081 km2) del campo di battaglia.

### Filmografia
- Field of Lost Shoes, di Sean McNamara (2014)